# Studieteknik
Studieteknik är metoder och tekniker som studenter använder i syfte att underlätta och förbättra sin egen inlärning av kursens teori. För att en studieteknik ska vara effektiv för vem som helst, ska den ge möjligheten att studera och lära en färdighet från noll förkunskaper. Om den skall användas på lågstadiet bör den ta hänsyn till elevens läs-, skriv- och räknenivå. Exempel på dessa metoder kan vara:
- Studiekort med kompletterande information på båda sidor på korten. Korten kan göras själv eller köpas. Exempel på kort är versaler och gemena, en av varje på var sida. Divisionstabeller med frågan på ena sida och svaret på andra. Även schack lärs ut på detta vis, då finns schackpjäsens namn på ena sidan med bild på pjäsen, andra sidan visar hur pjäsen ska röras. Även klockan, matematiska begrepp, periodiska systemet, musiknoter etc kan läras in med kort.
- Ordfort, eller Forte de Palabras på spanska är en metod från början av 2000-talet som går ut på att man lär sig glosor med en pyramid där man får skriva ordet/ glosan ett flertal gånger.
- Högläsning i diktafon är numera tillgängligt för alla som har en smart telefon eller en skoldator. Eleven läser högt från sin bok och spelar in rösten. Ljudfilen kan sedan spelas upp när man tittar i texten. Elever som inte tycker om att lyssna på sig själva kan byta ljudfil med en kompis som kan vara roligare att lyssna på än sin egen röst. Inläsning kan med fördel göras som det sista man gör innan man ska sova, eftersom det går lättare att hålla sig vaken när man läser högt, än om man läser tyst.
- Bildstöd är populärt bland vissa lärare men brukar felaktigt vara förknippat med förskolan och lågstadiet. Att lära sig begrepp med hjälp av bilder är mycket effektivt och har hjälpt många elever på högstadiet. Man väljer helt enkelt ordet/ begreppet man vill lära sig, skriver in ordet i en sökmotor och väljer bilder. Skriver man dessutom ordet ”vektor” får man upp ritade bilder som för många ungdomar är lätta att ta till sig. Eleven laddar hem bilden och skriver begreppet samt en kort förklaring som bildtext. Sedan nästa begrepp  o.s.v. Detta är ett bra komplement till Ordfort.

Traditionellt brukar man räkna upp studietekniker som används av redan högt utbildade och personer som studerat på gymnasium, universitet och högskola, de inkluderar bland annat:
- metoder för snabbläsning och att översiktsläsa material, exempelvis innan föreläsningen.
- metoder för tidshantering och planering av större uppgifter genom att bryta upp dem i många enkla aktiviteter. Dessa metoder har liknande karaktär som agila (lättrörliga) metoder för projektledning och lean production. Ett exempel är att bryta ned uppgifter i mindre aktiviteter och delleveranser, att prioritera dem baserat på hur viktiga de är snarare än hur brådskande de är, att identifiera tidsgränser, att planera in aktiviteterna i att-göra-listor och i sin kalender.
- metoder för att undvika uppskjutarbeteende av koncentrationskrävande uppgifter, exempelvis enhetsstrategin: Organisera dagen i tidsblock om 45 minuter med 5-15 minuters paus emellan. Vid uppsatsskrivande på heltid bör man avsätta cirka fyra tidsblock per dag för att enbart göra de mest koncentrationskrävande uppgifterna under den tid på dagen då man är mest effektiv och kreativ. Ett eller två block per dag avsätts för mindre krävande uppgifter som att besvara e-post, söka information och göra repetitiva uppgifter.[1]
- repetition och strukturering av kunskapsmaterialet genom att regelbundet under kursens gång skriva sammanfattningar och rita mindmaps över begrepps relationer. Emellertid är minne främst en effekt av bearbetningsdjup snarare än hur många gånger man repeterar något. Problemlösning, att diskutera kursinnehållet i studiegrupper, att formulera frågor och förklara kunskapen för varandra med egna ord kan ge djupare och mer beständiga kunskaper än vad repetition strax innan tentamen kan ge.
- Alltför starkt fokus på mnemotekniker för att memorera kvantitativ kunskap och svar på vanliga tentamensfrågor utantill kan vara olämpligt i vissa ämnen, där förståelse av teori och färdigheter i problemlösning, dvs förmåga att applicera teorin på nya för studenten okända tillämpningar, är det som främst examineras och bör övas.